# José Antonio Rodríguez Aldea
José Antonio Rodríguez Aldea (Chillán, 6 de agosto de 1779-Santiago, 3 de junio de 1841) fue un político chileno, de gran influencia durante el período de la historia de Chile que abarcó el fin de la etapa realista y los inicios de la República. En este contexto, es considerado uno de los más grandes exponentes del O'Higginismo.
Además, fue padre del político y poeta chileno Luis Rodríguez Velasco, abuelo de Rosa Ester Rodríguez Velasco —quien llegó a ser primera dama de Chile, como esposa de Arturo Alessandri— y estaba emparentado con el héroe naval de la Guerra del Pacífico (1879-1884), Juan de Dios Aldea.

## Vida personal
Fue hijo de Agustín Antonio Rodríguez Álvarez y de María del Rosario Aldea de la Cerda.
Sus primeros estudios los realizó en el colegio de los padres misioneros de San Ildefonso de Chillán y en el de San Carlos Borromeo de Concepción. Sus estudios superiores los realizó en el Virreinato del Perú, en la Universidad de San Marcos -la más prestigiosa de la época en Perú- donde fue recibido de abogado por la Real Audiencia de Lima en 1805 y donde se graduó de Doctor en Cánones y Leyes en 1810. Tras esto, se dedicó a la docencia en la misma universidad, primero de Teología para más tarde ocupar la cátedra de instituta. Fue después nombrado notario mayor de la Curia Eclesiástica del Perú.
Se casó en Santiago el 6 de octubre de 1821 con María del Rosario Velasco y Oruna, con quien tuvo tres hijos. Enviudó el 14 de diciembre de 1825 y se casó nuevamente en Santiago el 14 de marzo de 1828 con María Mercedes Velasco Oruna —hermana de su primera mujer— con quien tuvo nueve hijos.

## Vida política

### Período realista
Mientras ocupaba el puesto de notario mayor de la Curia Eclesiástica del Perú, estalló el movimiento revolucionario en Chile, por lo que Fernando de Abascal, virrey del Perú, lo nombró auditor de guerra interino del Ejército Restaurador de Chile, en 1813.
Volvió a Chile en 1814 como parte de la expedición encomendada al general Gabino Gainza, de quien fue consejero, y tomó parte como representante de España en la redacción del Tratado de Lircay, donde conoció a Bernardo O'Higgins Riquelme.
Posteriormente, fue hombre de confianza del gobernador de Chile Mariano Osorio. El 12 de noviembre de 1814 fue nombrado oidor interino de la Real Audiencia de Santiago. El 29 de julio del mismo año, pasó a ser numerario y finalmente ocupó la primera plaza a partir del 9 de noviembre. El 15 de marzo de 1815 asumió como fiscal interino de la Real Audiencia de Santiago, con Casimiro Marcó del Pont como gobernador.
Inmediatamente después de la decisiva contienda en favor de la independencia de Chile -la batalla de Chacabuco- Rodríguez Aldea se retiró a la vida privada. No salió de Chile, ni siguió a los realistas que emigraron a Perú o a España.

### Periodo o'higginista
Una vez que el general Mariano Osorio desembarcó en Talcahuano, se le dio orden de salir de Chile, por haber defendido la causa realista. Tras esto, decidió dirigir una carta de adhesión a O´Higgins, quien le permitió quedarse en Santiago, ejerciendo su profesión de abogado, alejado de la vida pública. Logró conquistar el aprecio de O´Higgins, transformándose en su brazo derecho.
En 1819 el Senado le encomendó elaborar un informe sobre la incorporación del Seminario al Instituto Nacional. Este fue el primer acto público de Rodríguez Aldea en pro de la causa Republicana.

#### Ministro de Hacienda y de Guerra
Fue Ministro de Hacienda durante el gobierno del director supremo Bernardo O´Higgins, a partir del 2 de mayo de 1820. Le correspondió la difícil tarea de reconstruir la Hacienda Pública y ordenar la administración económica y fiscal. Su nombramiento fue extendido en clase de provisorio por haberse comisionado al ministro en propiedad, Anselmo de la Cruz y Bahamonde, para erigir la Aduana de Valparaíso y quien finalmente no se reintegró a su puesto. En el ejercicio de esta misma cartera, fue nombrado director supremo delegado, luego que el director supremo -O´Higgins- se trasladara a Valparaíso a vigilar el embarque de las fuerzas de la Expedición Libertadora del Perú. Desde ahí despachó todos los asuntos de Guerra y Marina acompañado de su ministro José Ignacio Zenteno del Pozo y Silva. Fue nombrado también ministro de Guerra, el 14 de diciembre de 1821. Estando en este cargo, fue nuevamente nombrado director supremo delegado, en los Departamentos de Hacienda y Guerra, en la Delegación de la Dirección Suprema, del 1 al 25 de noviembre de 1822.
Fue nombrado redactor oficial de la Constitución Política del Estado de Chile de 1822, sancionada y promulgada en 30 de octubre de 1822, la cual firmó en su calidad de ministro de Hacienda y de Guerra, en la administración de Bernardo O´Higgins.

#### Constitución política del Estado de Chile de 1822
La Constitución anterior, del año 1818, el primero de los dos textos fundamentales creados durante el Gobierno de Bernardo O'Higgins en el cargo de Director Supremo, le otorgaba al libertador de Chile poderes similares a los de un dictador. Esto provocó molestia en sus opositores, por lo que en el año 1822 se formó una asamblea constituyente denominada Convención Preparatoria, la cual impulsó un nuevo texto. De este modo, la carta constitucional de 1822 fue redactada por José Antonio Rodríguez Aldea, y promulgada el 30 de octubre de 1822.
Entre las principales características de esta constitución, destaca el haber establecido, por primera vez de manera constitucional y con precisión, los límites geográficos correspondientes al estado chileno (Artículo 3), el haber reafirmado oficialmente a la religión católica como la religión oficial del Estado de Chile, con exclusión de cualquier otra (Artículo 10) y en el haber establecido la organización institucional del Gobierno de Chile como una de carácter representativo, compuesto de tres poderes independientes, Legislativo, Ejecutivo y Judicial. Respecto a este último punto:
- El Poder Ejecutivo residía en el director Supremo, por un periodo de 6 años, con la posibilidad de ser reelegido por otros 4 años más.
- El Poder Legislativo residía en un Congreso, es decir, un cuerpo integrado por 2 Cámaras, una novedad en la historia constitucional de Chile. (Artículo 12)[7]

#### Exilio, retorno, senador y diputado
Al caer O’Higgins, también cayó Rodríguez Aldea, quien fue perseguido políticamente, exiliándose en el Perú. Regresó a Chile en 1827, siendo electo senador de Concepción en 1829 en representación de los sectores o'higginistas, cercanos a los conservadores. Secundó a Diego Portales en las conspiraciones previas a la Revolución de 1829. Tras la batalla de Lircay, fue miembro y luego presidente del Congreso de Plenipotenciarios, apoyando activamente la candidatura de José Joaquín Prieto a la presidencia.
Fue elegido senador propietario por Concepción, y por Valdivia, en el III Congreso Nacional, Tercer Periodo Legislativo, 1º de junio de 1831-11 de marzo de 1834; renunció a ambas senaturías.
Electo segundo diputado propietario por Chillán, período 1837-1840; no consta en actas que concurriera a la Cámara; sin embargo, fue nombrado integrante de la Comisión Permanente de Legislación y Justicia.
Nuevamente electo diputado propietario por Chillán y por Concepción, período 1840-1843; optó por la diputación de Chillán, pero no llegó a incorporarse porque estaba enfermo al tiempo de inaugurarse el período legislativo.
Murió en Santiago el 3 de julio de 1841.

## Distinciones y condecoraciones
- Legionario de la Legión de Mérito de Chile ( Chile, 1821).

## En los medios
Durante 2007 y 2008, el canal de televisión chileno Canal 13 produjo la miniserie Héroes, con motivo del bicentenario del inicio del proceso que culminaría con la independencia chilena. En el primer capítulo, llamado «O'Higgins, vivir para merecer su nombre», el actor Rodolfo Pulgar representó a José Antonio Rodríguez Aldea. En dicha versión, se presenta un Rodríguez Aldea un tanto oscuro, consejero de O'Higgins desde las sombras, anti-carrerino y con un perfil más bien maquiavélico en su actuar.